# Луис Абел
Луис Гренвил Абел (енгл. Louis Grenville Abell; Елизабет, 21. јул 1884 — Елизабет, 25. октобар 1962) је био амерички веслач освајач две златне медаље на Летњим олимпијским играма са посадом осмерца Vesper Boat Club из Филаделфије, који се такмичио за САД. Абел је био кормилар у осмерцу.
На Летњим олимпијским играма 1900. посада осмерца у саставу Вилијам Кар, Хари Дебек, Џон Ексли, Џон Гајгер, Едвин Хедли, Џејмс Џувенал, Роско Локвуд, Едвард Марш и Луис Абел била је прва у полуфиналу и финалу и освојила је златну медаљу. 
На следећим Олимпијским играма 1904. од посаде из Париза поред Абела остао је само један од веслача Џон Ексли. На такмичењу је одржана само финална трка у којој су учествовале две посаде, јер није било више пријављених за ову дисциплину. Екипа САД у саставу Фредерик Кресер, Мајкл Глисон, Франк Шел, Џејмс Фланаган, Чарлс Армстронг, Хари Лот, Џозеф Демпси, Џон Ексли и Луис Абел победила је екипу Канаде за три дужине чамца.
По завршетку каријере Абел се вратио у Елизабет, Њу Џерзи, где је радио у Одбору за здравље.